# Grace Under Fire
Grace Under Fire è una sitcom statunitense trasmessa nel paese d'origine dalla ABC dal 1993 al 1998.
Venne nominata per tre Golden Globe: due volte nella categoria miglior attrice in una serie commedia o musicale (Brett Butler), rispettivamente nelle edizioni 1995 e 1997, e una come miglior serie commedia o musicale (1995).

## Episodi
| Stagione         | Episodi | Prima TV USA |
| ---------------- | ------- | ------------ |
| Prima stagione   | 22      | 1993-1994    |
| Seconda stagione | 26      | 1994-1995    |
| Terza stagione   | 25      | 1995-1996    |
| Quarta stagione  | 25      | 1996-1997    |
| Quinta stagione  | 14      | 1997-1998    |